# درک فریموت
درک فریموت (به انگلیسی: Dirk Frimout) فضانورد اهل کشور بلژیک است که در ۲۱ مارس ۱۹۴۱ میلادی در پپرنژ زاده شد. وی در مأموریت اس‌تی‌اس-۴۵ حضور داشته است.